# Comune di Ikast-Brande
Il comune di Ikast-Brande è un comune danese situato nella regione dello Jutland Centrale (Midtjylland). Capoluogo è la cittadina di Ikast. 
Il comune è stato costituito in seguito alla riforma amministrativa del 1º gennaio 2007 accorpando i precedenti comuni di Brande, Ikast e Nørre-Snede.

## Centri abitati
I centri abitati principali del comune sono:
- Ikast (16 535)
- Brande (7 465)
- Bording (2 395)
- Engesvang (2 193)